# Joël Robuchon
Pour les articles homonymes, voir Robuchon.
Joël Robuchon, né le 7 avril 1945 à Poitiers (France) et mort le 6 août 2018 à Genève (Suisse), est un chef cuisinier français.
Influent pionnier médiatique de la nouvelle cuisine, auteur d'ouvrages culinaires de référence et dirigeant fondateur d'un important empire mondial de restaurants gastronomiques, il détient le plus important palmarès de l'histoire de l'art culinaire, avec 32 étoiles au guide Michelin (en 2016, chef le plus étoilé avec Eugénie Brazier, Marc Veyrat, Alain Ducasse et Thomas Keller), « cuisinier du siècle » de Gault et Millau en 1990 (avec Paul Bocuse, Frédy Girardet et Eckart Witzigmann), meilleur restaurant au monde 1994 par la revue américaine International Herald Tribune.

## Biographie

### Naissance et enfance
Né le 7 avril 1945 d'un père maçon et d'une mère femme de ménage, Joël Robuchon passe son enfance dans une famille modeste et catholique fervente de Poitiers,.

### Formation
Il entre à douze ans au Petit séminaire de Mauléon dans les Deux-Sèvres pour devenir prêtre catholique. Il se découvre une vocation pour la cuisine en aidant en cuisine les religieuses de l'établissement, et s'oriente finalement en 1960 à l'âge de quinze ans vers la gastronomie en tant qu’apprenti cuisinier pâtissier au Relais de Poitiers à Chasseneuil-du-Poitou du chef Robert Auton. Il réalise un tour de France dans de nombreux restaurants, en tant que Compagnon des Devoirs unis et s'initie à la Nouvelle cuisine d'alors, avec entre autres son mentor Jean Delaveyne.

### Carrière
En 1974, alors qu'il est âgé de 28 ans, sa carrière franchit un nouveau palier : il devient chef cuisinier d'une brigade de 90 cuisiniers de l'hôtel Concorde Lafayette dans le 17e arrondissement de Paris, où il est reconnu en 1976 Meilleur ouvrier de France pour son savoir-faire en art culinaire. En 1978, il devient chef cuisinier de l'hôtel Nikko (15e arrondissement de Paris), où il décroche ses deux premières étoiles au Guide Michelin.
En 1981, il crée son propre restaurant Jamin à Paris, 32, rue de Longchamp dans le 16e arrondissement de Paris, pour lequel il obtient entre autres les distinctions d'élite des trois étoiles au Guide Michelin en 1984 (à la vitesse record d'une étoile par an), « Chef de l'année » du Gault et Millau en 1987, et « Cuisinier du siècle » en 1989 par Gault et Millau (en même temps que Paul Bocuse, Frédy Girardet et Eckart Witzigmann). En 1987, il devient également consultant pour le monde culinaire, entre autres pour des restaurants, concours, industrie agroalimentaire (Reflets de France, Fleury Michon).
En 1989, il crée son Château restaurant Taillevent-Robuchon à Tokyo au Japon, puis son restaurant « Joël Robuchon » en 1994, 59, avenue Raymond-Poincaré dans le 16e arrondissement de Paris (reconnu meilleur restaurant au monde en 1994 par la revue américaine International Herald Tribune, qui lui confère une renommée internationale, restaurant repris en 1996 par le chef Alain Ducasse).
De 1987 à 1990, il est à de nombreuses reprises l'invité de l'émission culinaire hebdomadaire Quand c'est bon ?... Il n'y a pas meilleur ! diffusée sur FR3 et animée par François Roboth. Il participe avec Jean Yanne au centième numéro de cette série enregistrée en direct (sans montage).
En 1995, il prend sa retraite de chef cuisinier à l'âge de cinquante ans, et se consacre avec le producteur Guy Job, à la transmission de son savoir culinaire, par des émissions télévisées, avec entre autres l’émission Cuisinez comme un grand chef de TF1, Bon appétit bien sûr de France 3, puis de Gourmet TV. Il préside l'importante mise à jour du Larousse gastronomique de 1996, est membre du Comité Colbert pour la promotion de l'industrie française du luxe, du Club des Cent.
En 2003, il crée son concept de restaurant « Atelier Joël Robuchon », en s'inspirant de son Château restaurant Taillevent-Robuchon à Tokyo de 1989, avec un concept novateur de cuisine de grand luxe et de haute gastronomie, ouverte sur la salle des convives, inspirée des bars à tapas d'Espagne et des comptoirs de sushi et de cuisine japonaise où des maîtres japonais préparent et exposent leur cuisine en spectacle, face à leurs clients. Il le décline en de très nombreux restaurants / salons de thé / pâtisseries / caves internationaux dont les : Restaurant Tokyo atelier, Atelier de Joël Robuchon Saint-Germain et Atelier de Joël Robuchon Étoile de Paris, Monaco, Covent Garden de Londres, New York, MGM Grand Las Vegas, Hong Kong, Singapour, Shanghai, Taipei, Macao, Bangkok, Casino de Montréal, Miami, Genève.
En 2010, il publie le livre Robuchon facile, chez Alain Ducasse éditions.
Joël Robuchon comptait ouvrir en 2017 et en 2018 cinq nouveaux restaurants,.

Quelques établissements.
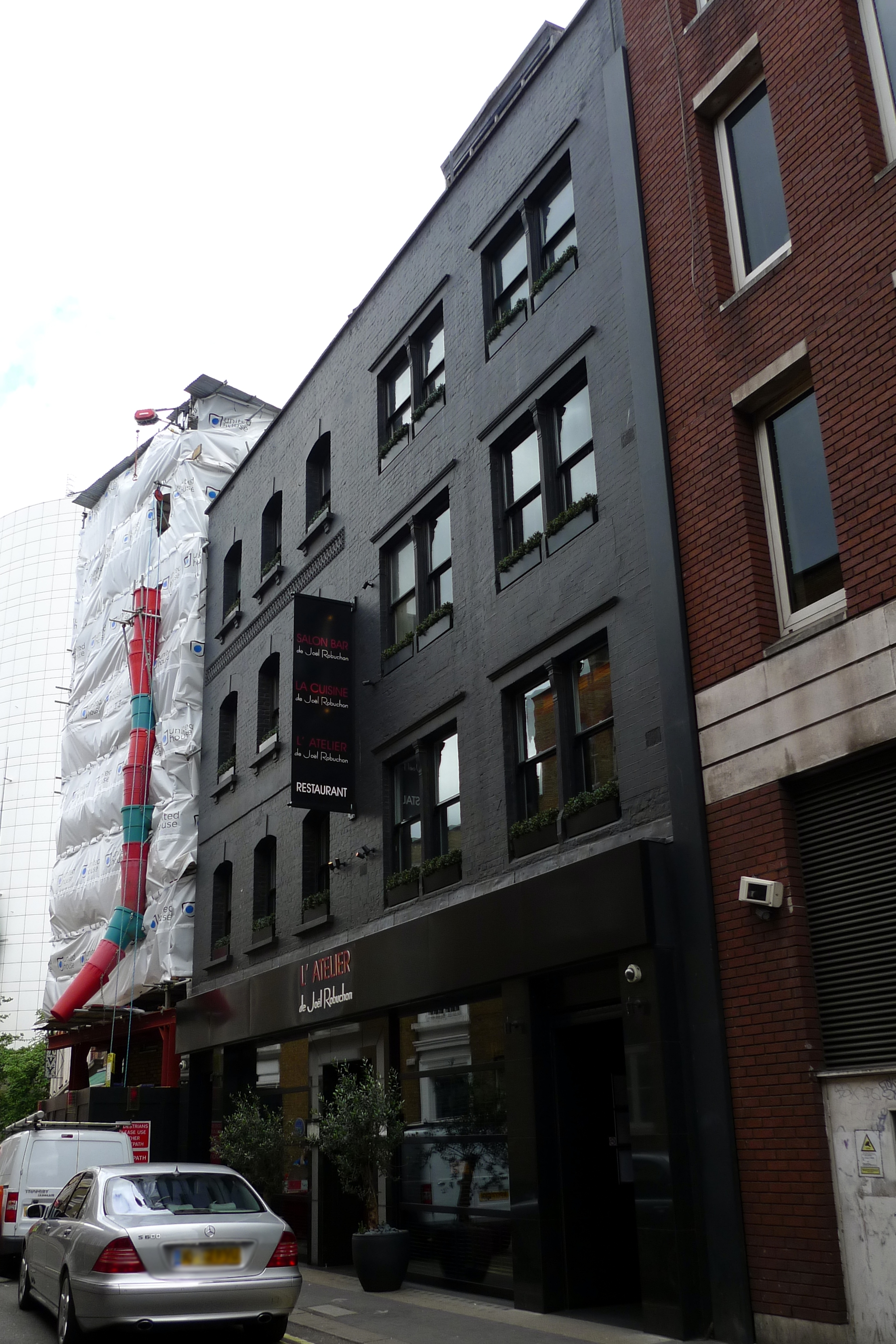
Covent Garden de Londres.
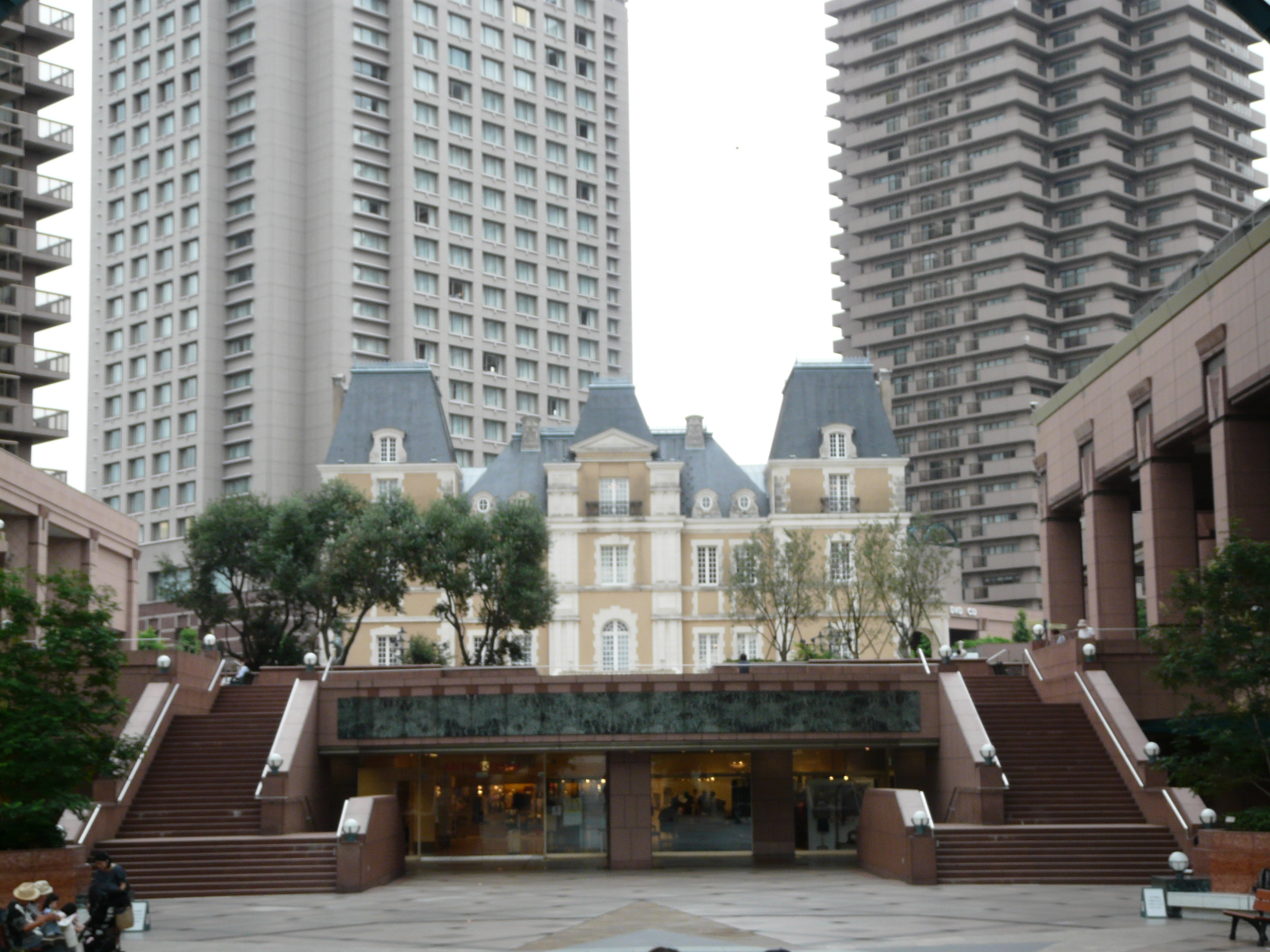
Château restaurant Taillevent-Robuchon à Tokyo.
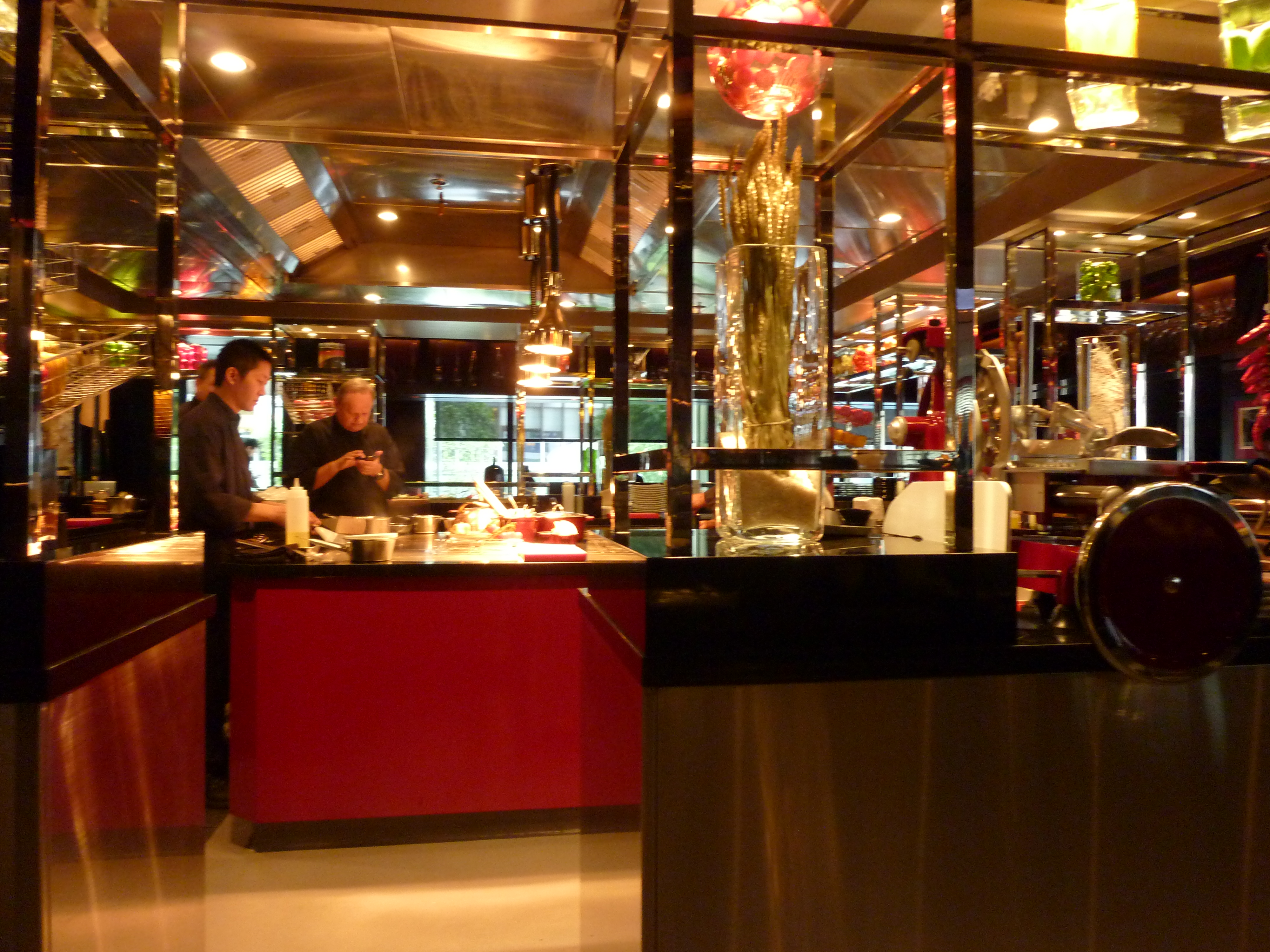
Hong Kong.
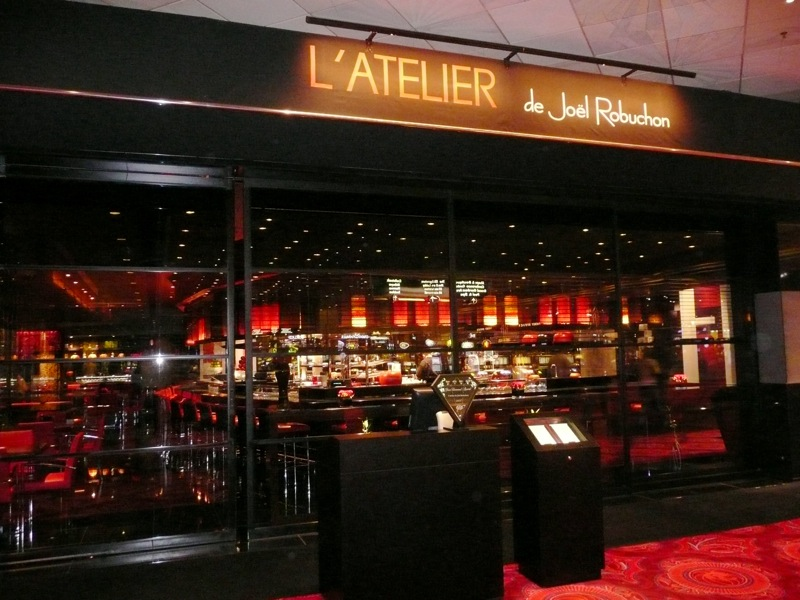
Las Vegas.
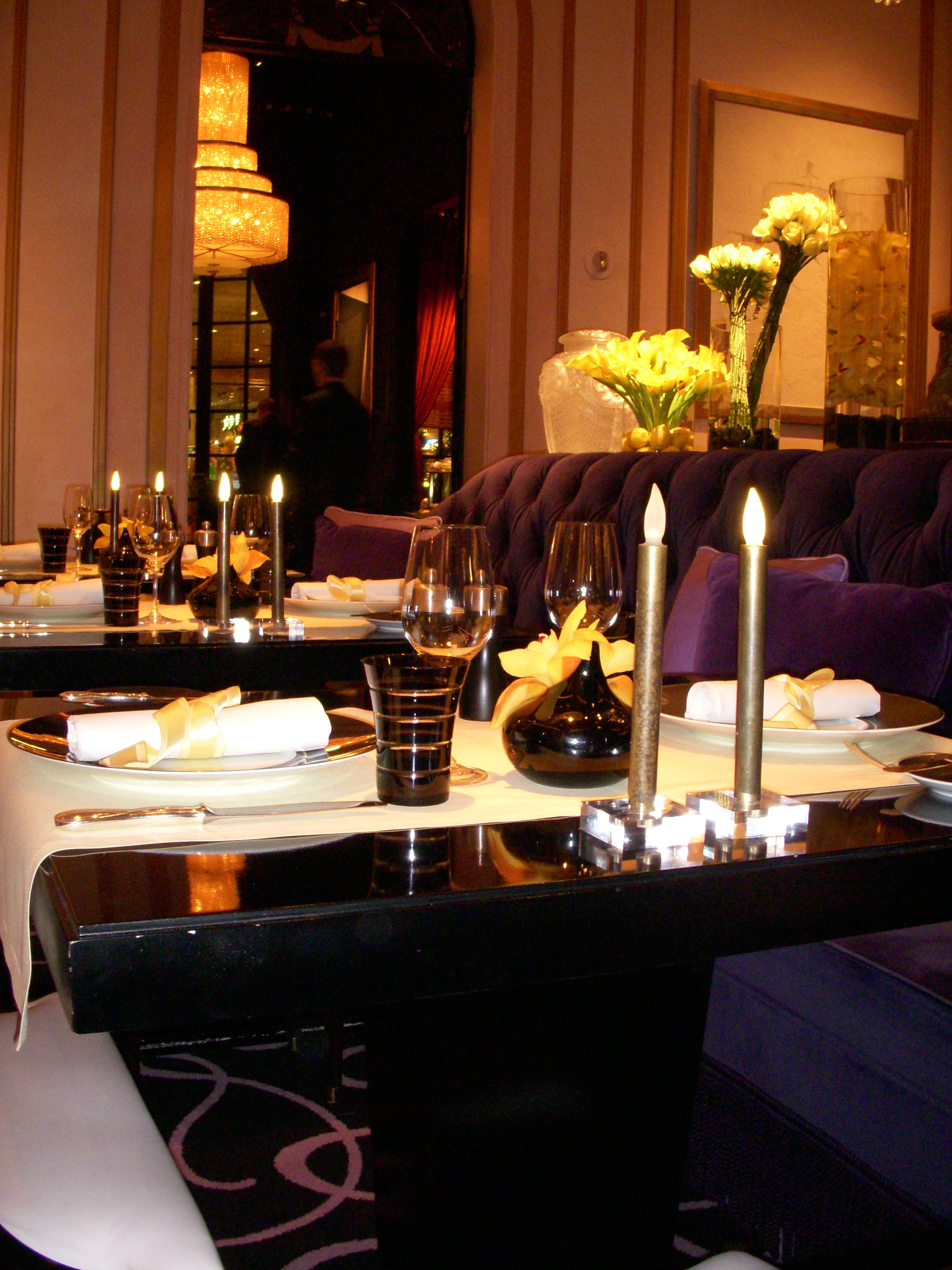
Las Vegas.

### Mort
Le 6 août 2018, Joël Robuchon meurt à Genève (ville où il prévoyait d'ouvrir un restaurant) des suites d'un cancer du pancréas à l'âge de 73 ans. La célébration religieuse publique s'est déroulée le 17 août 2018 à la cathédrale Saint-Pierre de Poitiers en présence de chefs cuisiniers du monde entier,.

### Famille
Joël Robuchon laisse une femme et trois enfants : 
- Eric l'aîné à qui il a transmis sa passion pour la cuisine ;
- Sophie qui a travaillé de nombreuses années aux côtés de son père pour les émissions Cuisinez comme un grand chef, Bon appétit bien sûr et Planète gourmande. Elle gère un restaurant La Cour d’Eymet en Dordogne avec son mari, le chef François Kartheiser[13],[14] ;
- et Louis Robuchon-Abe (né en 1988, de mère japonaise), franco-japonais, qui dirige une société d'import-export des vins et qui a ouvert un bar à vin à Bordeaux et un autre au Japon en mai 2016[14].

Franc-maçon, il est membre de la Grande Loge nationale française.

## Parcours chronologique

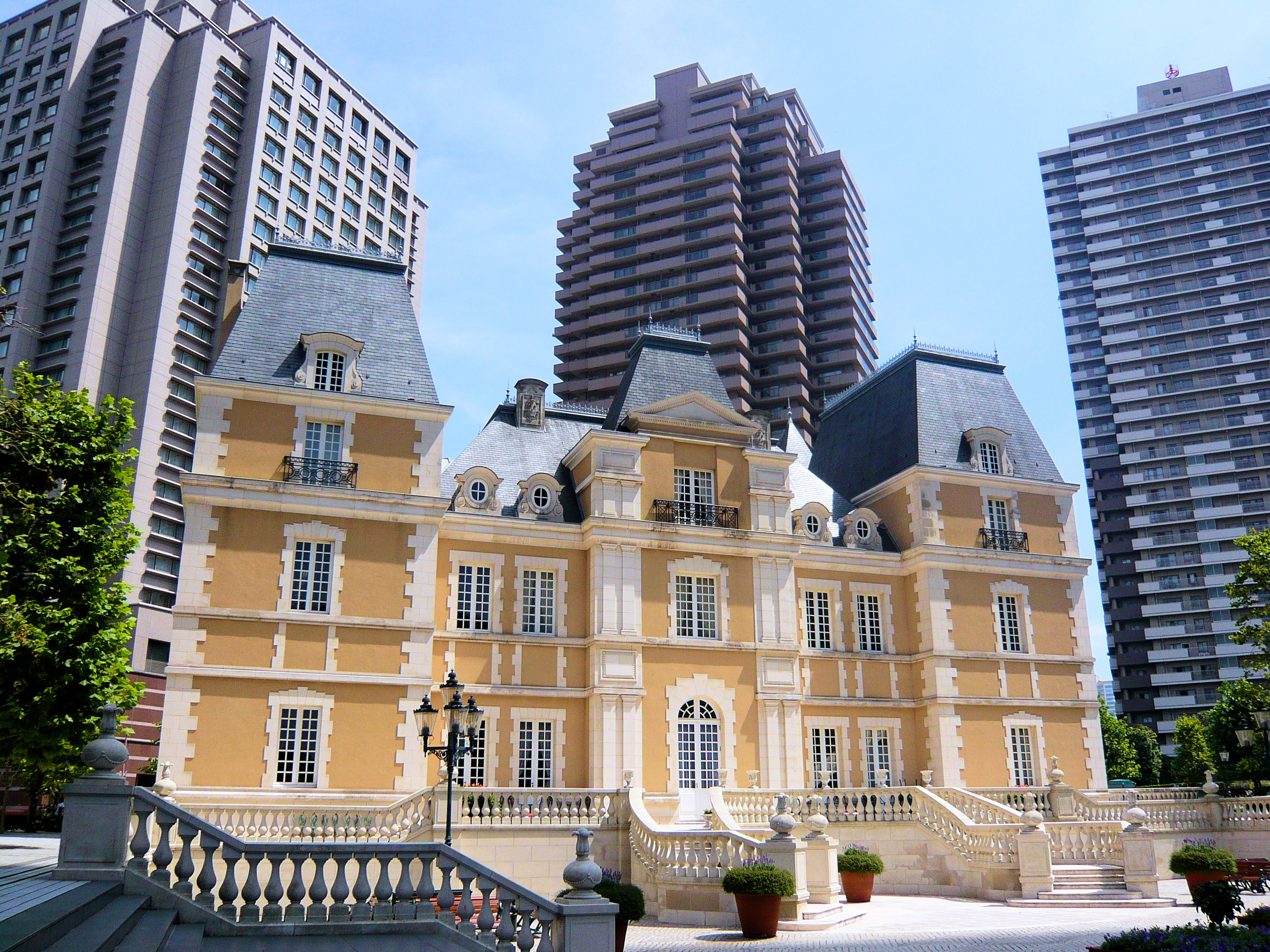
Restaurant à Tokyo.

- 1960 : apprenti de cuisine, Relais de Poitiers.
- 1966 : compagnon du Tour de France des devoirs unis.
- 1974 : chef de cuisine, Hôtel Concorde Lafayette, Paris.
- 1976 : meilleur ouvrier de France.
- 1978 : chef-directeur restaurant Les Célébrités, Hôtel Nikko, Paris.
- 1981-1993 : Restaurant Jamin, Paris.
- 1984 : 3 étoiles au Guide Michelin.
- 1987 : conseiller technique chez Fleury Michon.
- 1989-2004 : Château Restaurant Taillevent-Robuchon, Tokyo.
- 1991-2005 : président de la « Section Cuisine » du Concours des meilleurs ouvriers de France.
- 1992-2001 : conseiller chef, Restaurant Laurent, Paris.
- 1994-1996 : Restaurant Joël Robuchon, avenue Raymond-Poincaré, Paris.
- 1996 : conseiller de la marque « Reflets de France ».
- 1996-2004 : conseiller chef, restaurant L’Astor, Paris.
- 1998 : président du Salon SIREST, Paris.
- 2000 : conseiller du café Legal.
- 2001 : Restaurant Robuchon, à Galera, Hôtel Lisboa, Macao.
- 2003 : création de la Compagnie Française de Restauration.
- 2014 : conseiller culinaire chez Très bien merci !

## Restaurants

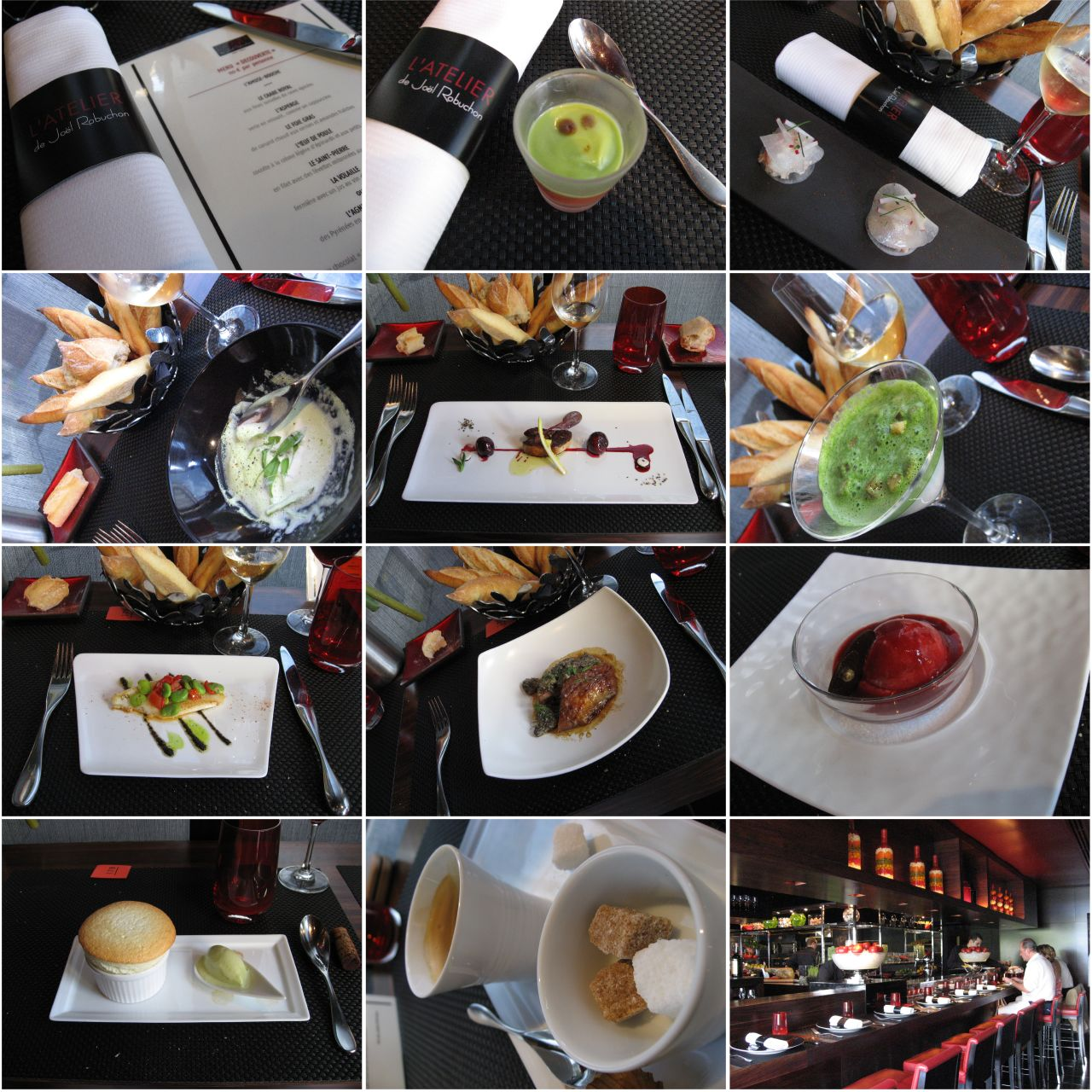
LAtelier.

- 2001, Restaurant Robuchon à Galera, Hôtel Lisboa, Macao.
- 2003, création de L’Atelier de Joël Robuchon, Tokyo.
- 2003, L'Atelier de Joël Robuchon, Paris.
- 2004, Château Restaurant de Joël Robuchon, Tokyo.
- 2004, Restaurant Joël Robuchon à l’hôtel Métropole, Monaco.
- 2004, La Table de Joël Robuchon, Paris et Tokyo.
- 2004, Café de Joël Robuchon, Tokyo.
- 2005, L'Atelier de Joël Robuchon au MGM Grand, Las Vegas
- 2006, L'Atelier de Joël Robuchon au Four Seasons, New York.
- 2006, L'Atelier de Joël Robuchon, Londres.
- 2006, La Cuisine de Joël Robuchon, Londres.
- 2006, L'Atelier de Joël Robuchon, Hong Kong.
- 2006, Le Salon de Thé de Joël Robuchon, Hong Kong.
- 2009, L'Atelier de Joël Robuchon, Taipei.
- 2015, L'Atelier de Joël Robuchon, Bangkok.
- 2016, L'Atelier de Joël Robuchon, Montréal (franchise).
- 2016, L'Atelier de Joël Robuchon, sur le Bund, Shanghai.
- 2017, Le Grill de Joël Robuchon, New York.
- 2017, L'Atelier de Joël Robuchon, Miami.
- 2021, L'Atelier de Joël Robuchon, Genève.

- 2021, L'Atelier de Joël Robuchon, Dubaï.

### Ancien
- 2014, La Grande Maison, Bordeaux[16],[17].

## Plats célèbres
Dans les années 1980, il se fait connaître à l'international grâce à sa recette de purée de pommes de terre, un plat qui avait quasiment disparu des restaurants. Utilisant la Ratte du Touquet, il crée une nouvelle texture avec 250 g de beurre et 25 cl de lait pour un kilo de pommes de terre.  
Son succès se confirme avec son velouté de chou-fleur au caviar et son gratin de macaronis aux truffes et foie-gras.  
Selon lui, cette purée n'est pas aussi marquante que sa gelée de caviar au chou-fleur ou que sa tarte aux truffes. 
Mais le plat qui le caractérise sont les raviolis de langoustines accompagnés d'un bouillon de légumes lié au foie gras frais, copié par de nombreux cuisiniers.  
Il remet à l'honneur une vieille recette traditionnelle de la cuisine hexagonale, le lièvre à la royale. 

Quelques créations culinaires originales du chef Joël Robuchon.
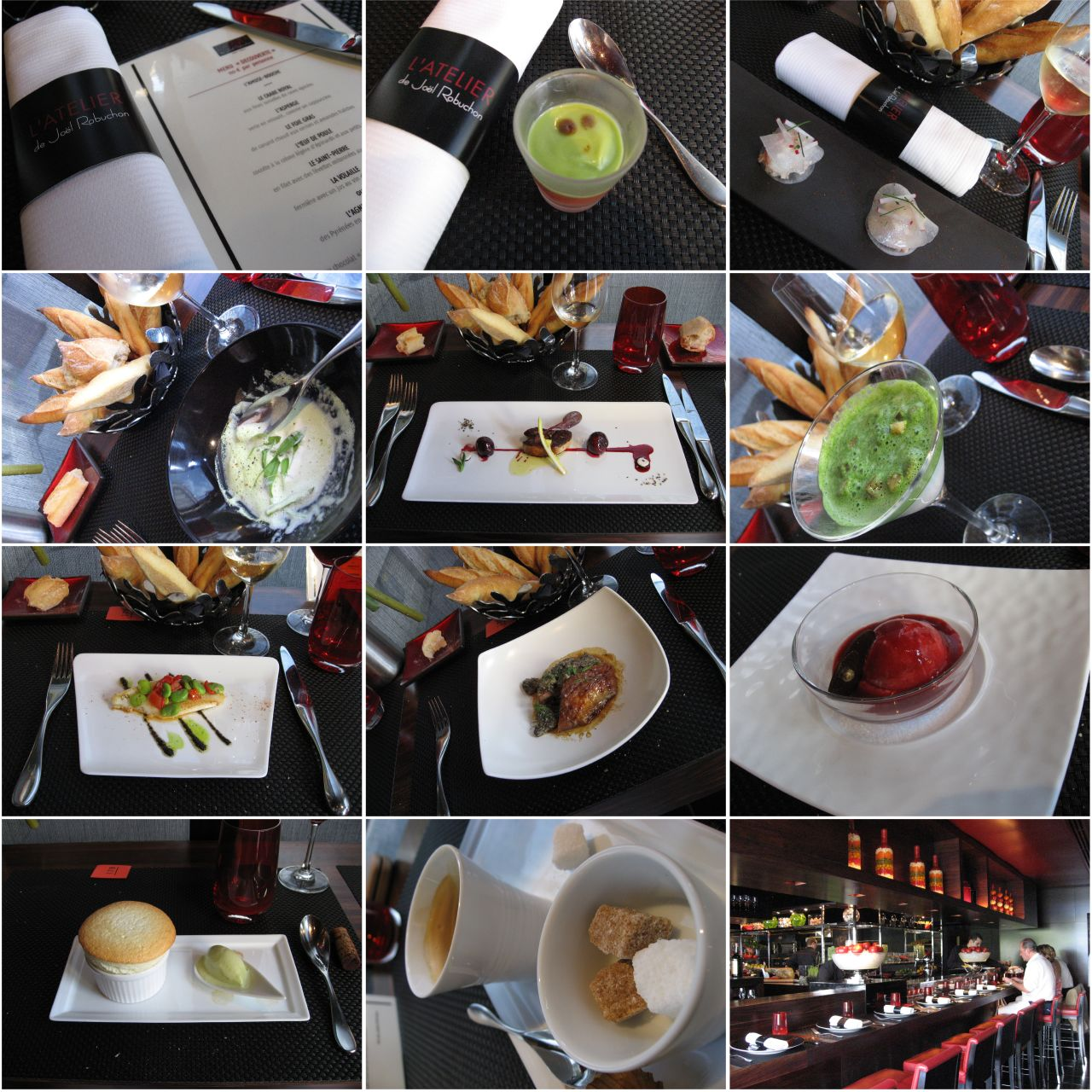
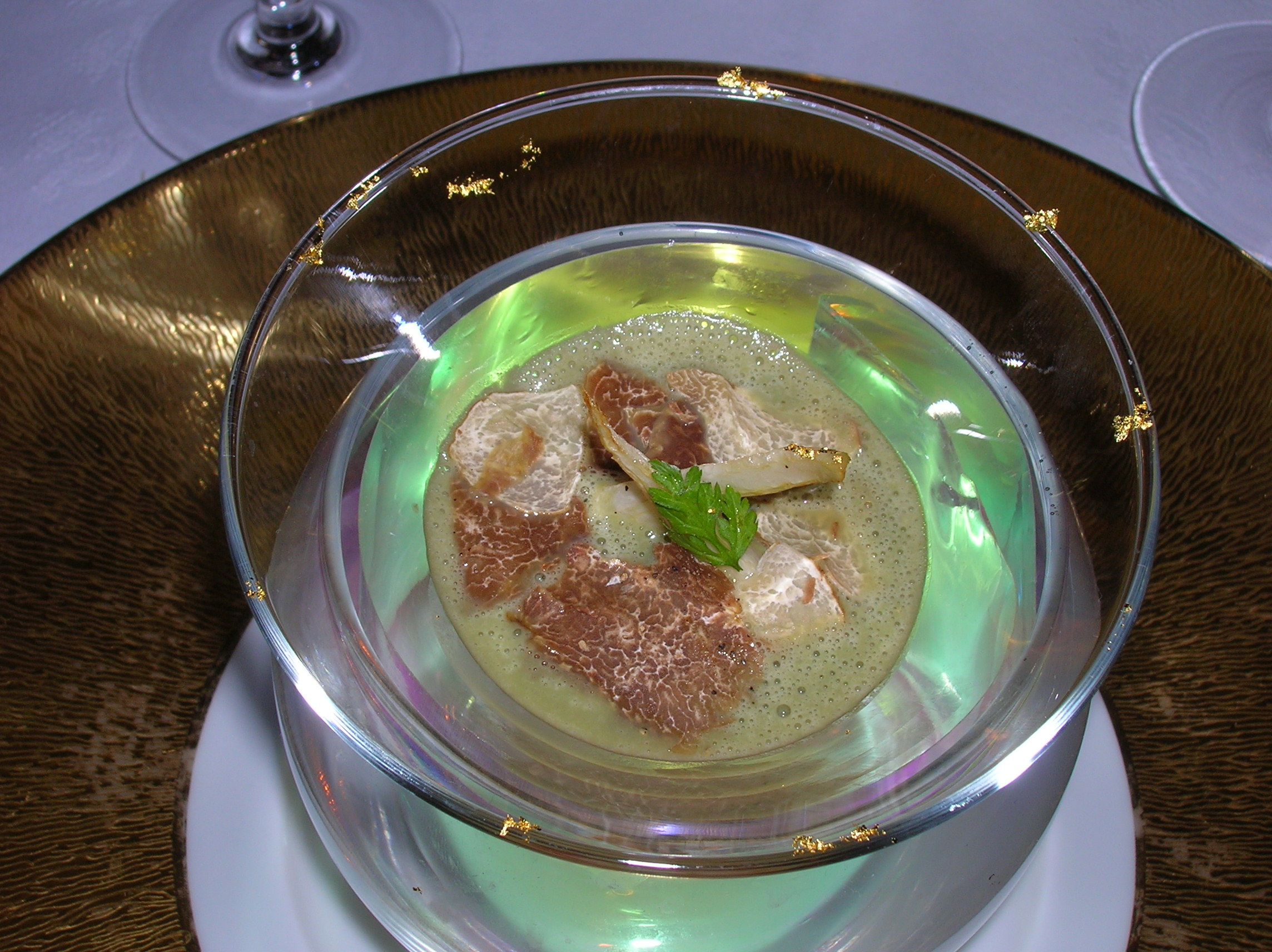
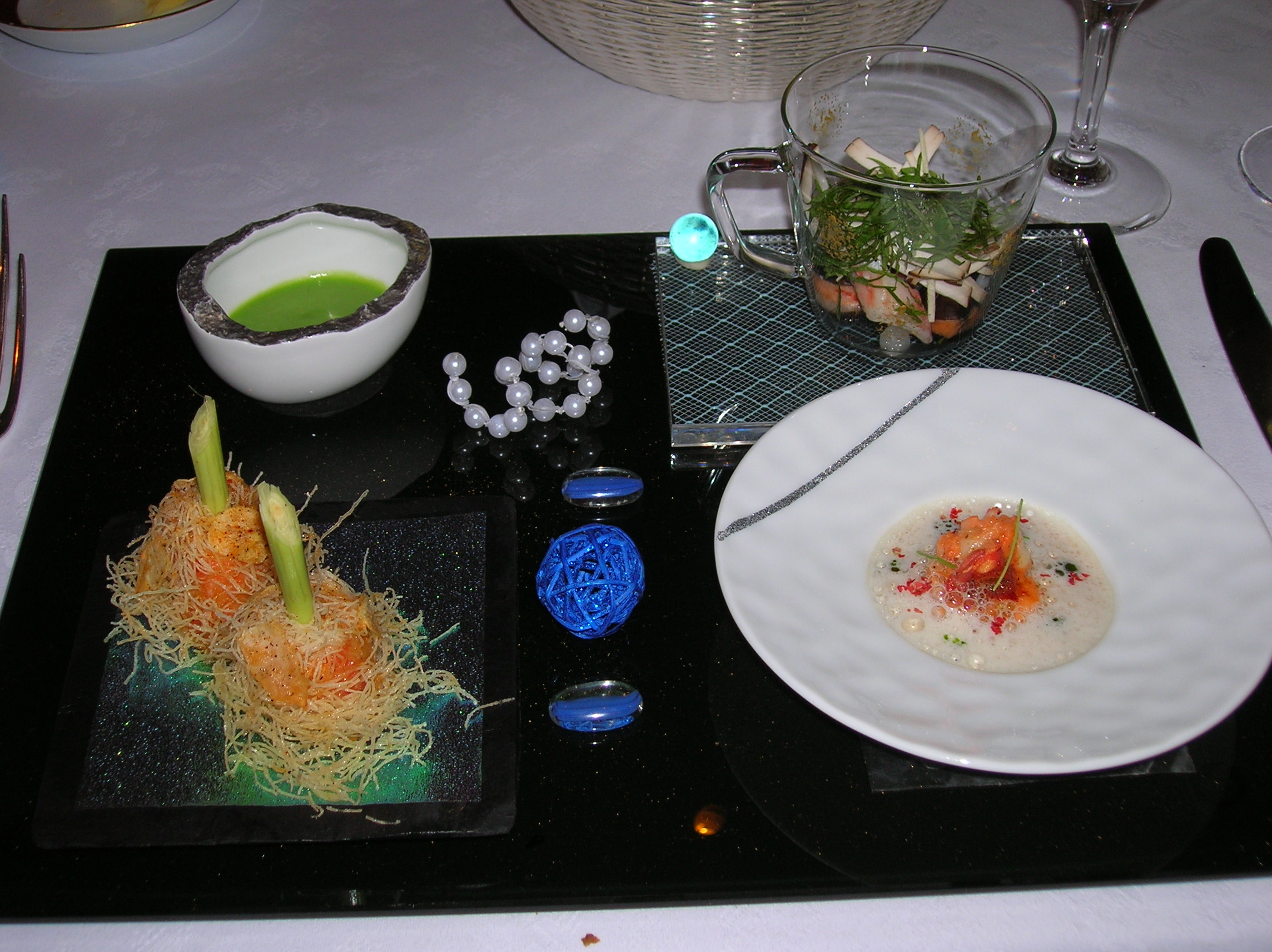
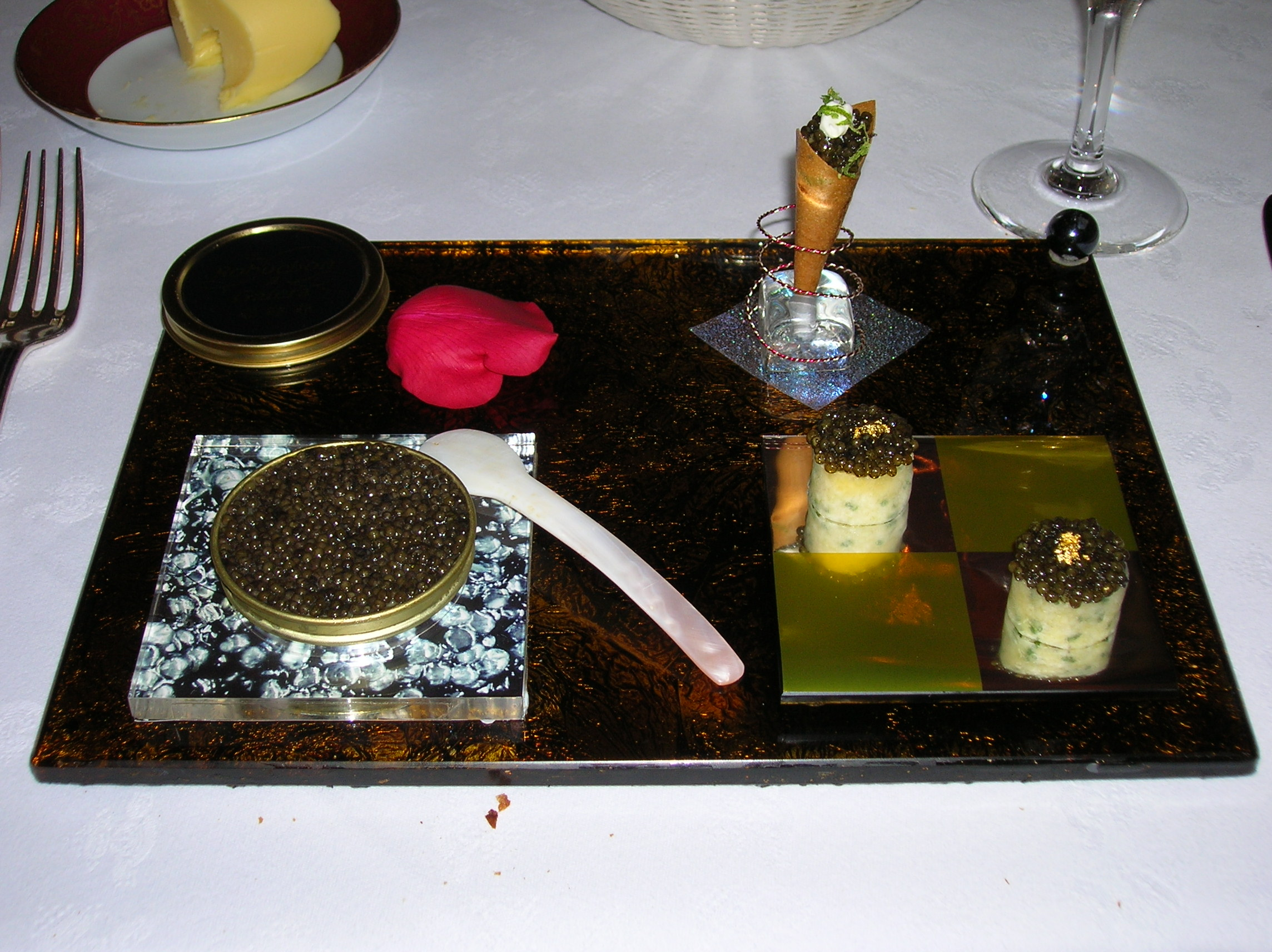
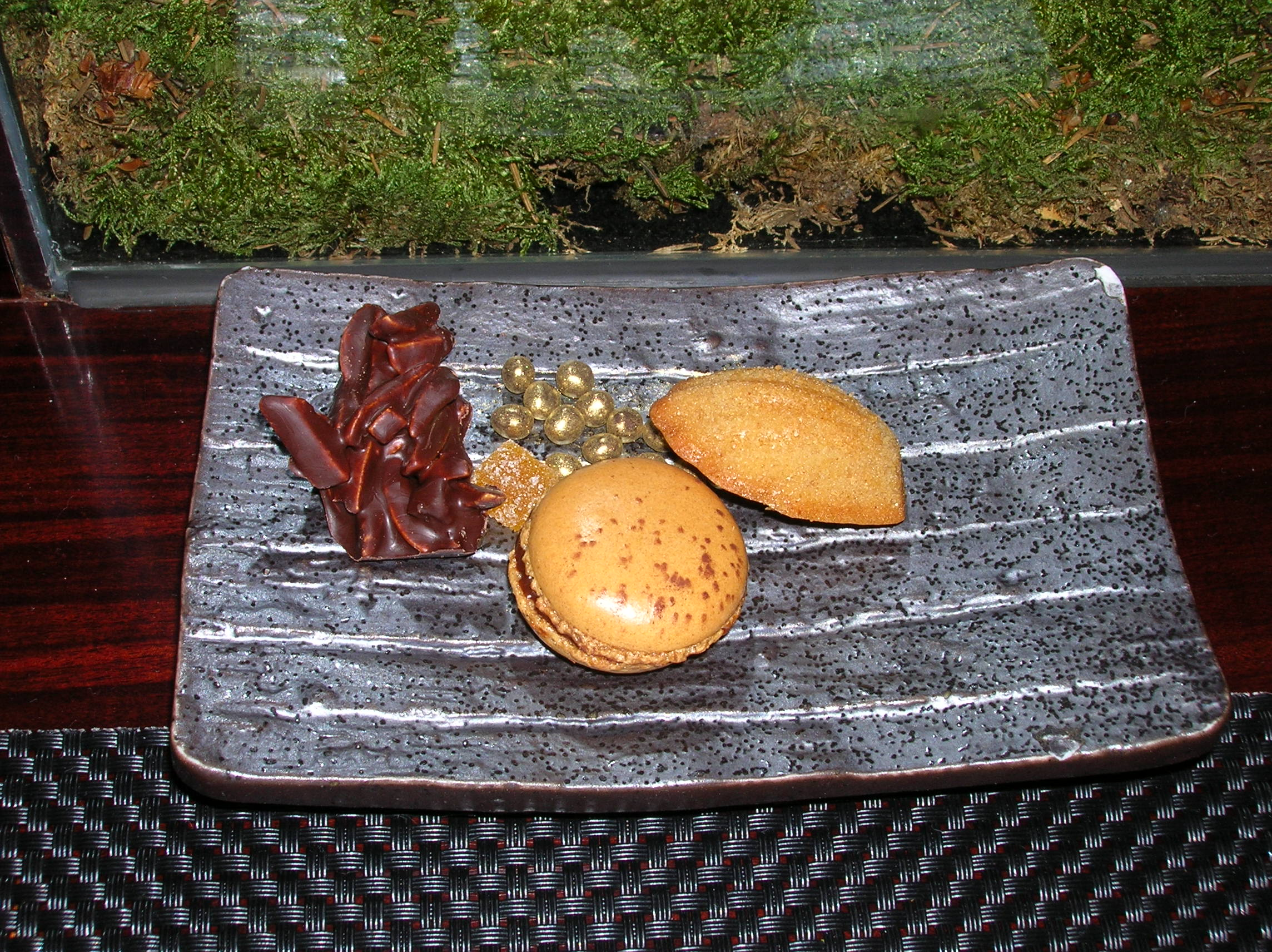
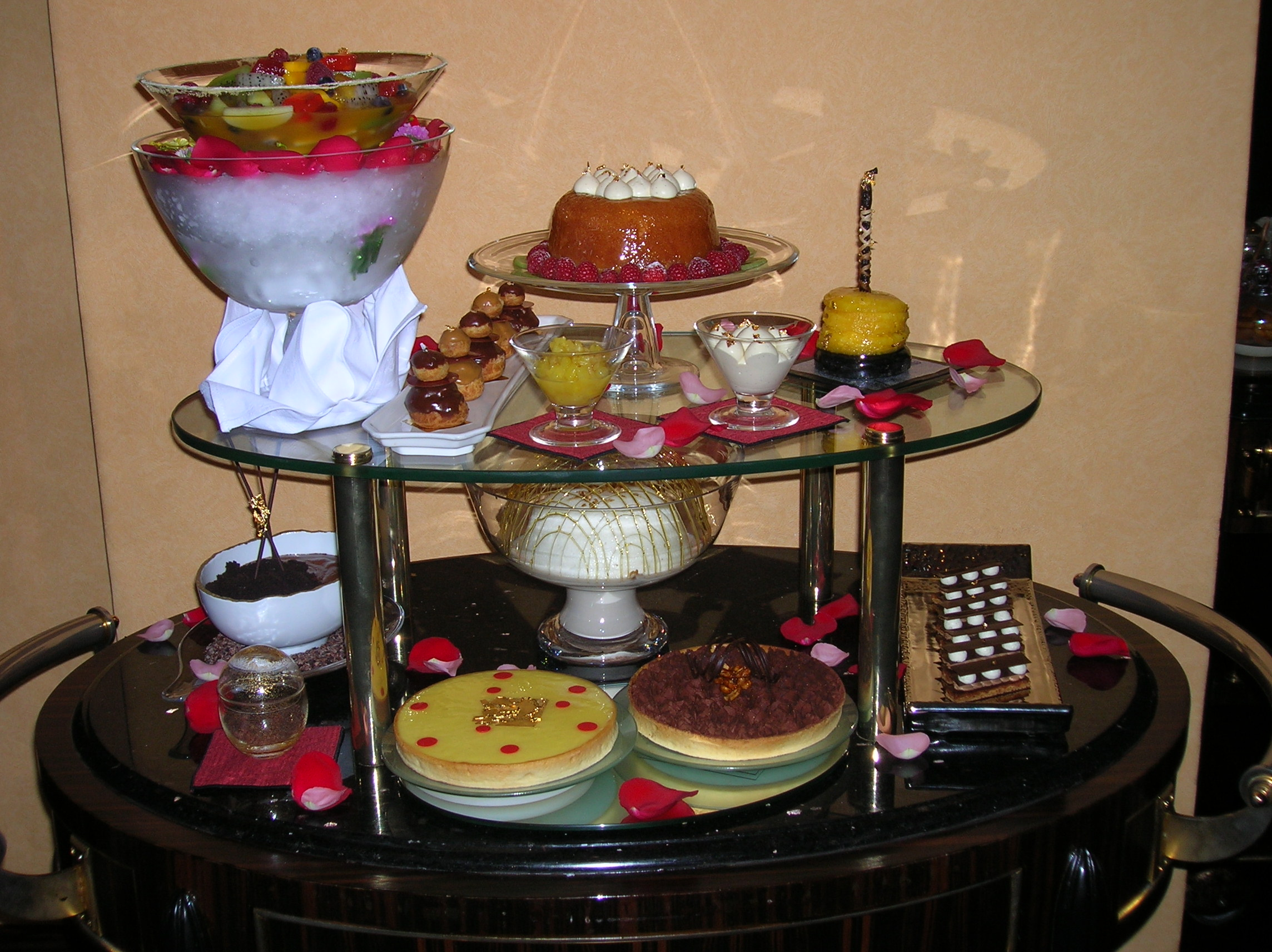

## Distinctions

### Personnelles
- Meilleur restaurant du monde par l’International Herald Tribune, 1994.
- Meilleur ouvrier de France, 1976.
- Compagnon du tour de France des devoirs unis.
- Président « section cuisine » du Concours des meilleurs ouvriers de France, de 1991 à 2006.
- Président d'honneur de la Chambre syndicale de la haute cuisine française.
- Officier de la Légion d'honneur en 2003, chevalier en 1993[21] ;
- Officier de l'ordre national du Mérite[22].
- Commandeur de l'ordre du Mérite agricole[22].
- Officier de l'ordre des Arts et des Lettres[22].
- Membre du Conseil de l'Ordre du Mérite agricole, à partir de 1998[23]
- Président du Conseil d'Orientation de Ferrandi[24]

### Professionnelles
- 30 étoiles du Guide Michelin (en 2016, chef le plus étoilé avec Eugénie Brazier, Marc Veyrat, Alain Ducasse et Thomas Keller)
- « Cuisinier du siècle » de Gault et Millau en 1990 (avec Paul Bocuse, Frédy Girardet et Eckart Witzigmann)
- 3 assiettes Guide Pudlowski.
- 4 étoiles Guide Bottin Gourmand.
- 4 toques (19,5) Gault et Millau.
- Chef de l'année, 1987.
- Lauréat du prix Hachette, 1985.
- Trophée National de l'Académie culinaire de France, 1972.
- Prix Pierre Taittinger, 1970.
- Coupe Marcel Bouget, 1970.
- Vase de Sèvres du président de la République, 1969.
- Prix Prosper Montagné, 1969.
- Médaille d'or des Olympiades culinaires de Francfort, 1972 et 1976.
- Médaille d'or du Concours international de Vienne, 1974.
- Médaille d'or de l'Académie culinaire de France, 1972.
- Médaille d'or massif Grand Marnier, 1969.
- Médaille d'or de la Ville d'Arpajon, 1966.
- Plaquette de vermeil de la Ville d'Arpajon, 1970.
- Médaille Vermeil de la Ville de Paris, 1988.
- Médaille d'argent de la Société des cuisiniers de Paris, 1979.
- Médaille d'argent Sciences Art Lettres, 1978.
- Médaille d'argent de la Ville d'Arpajon.
- Médaille de bronze du conseil général de l'Aude.
- Médaille de bronze de la Ville de Nice, 1976.
- Médaille de bronze de l'Académie culinaire de France, 1971.
- Médaille de bronze du commissariat au Tourisme, 1968.
- Médaille de bronze de la Ville d'Arpajon.

## Télévision
- De 1996 à 1999, Joël Robuchon a participé avec Guy Job à l'émission Cuisinez comme un grand chef, sur TF1, où il recevait chaque semaine un chef et présentait avec lui recettes, astuces et tours de main. Il anime la même formule sur France 3, de 2000 à 2009, avec l'émission Bon appétit bien sûr.
- Entre 2002 et 2004, Joël Robuchon aide à réaliser dans Gourmet TV, qu'il préside, plus de 1 000 heures d’émissions originales pour la promotion du traitement des terroirs[25].
- Joël Robuchon apparaît dans l'épisode quatre de la saison six de l'émission culinaire américaine Top Chef[26].
- De septembre 2011 à juin 2012, il anime, avec sa fille Sophie, l'émission culinaire Planète gourmande, diffusée chaque samedi sur France 3.
- En octobre 2012, il participe à l'émission MasterChef sur la chaîne TF1 en tant qu'invité.
- En juin 2017, il est dans le jury de la finale de la cinquième édition de MasterChef-Espagne, sur La 1 (chaîne espagnole).
- En 2018, il intervient dans la saison 9 de Top Chef sur M6. C'est sa dernière apparition télévisée avant son décès.

## Ouvrages
- Ma cuisine pour vous, Paris, 1986.
- Simply French, New York, 1991.
- Recettes de grands chefs.
- Recettes du terroir d'hier et d'aujourd'hui, Paris, J.-C. Lattès, 1994.
- Le Meilleur et le plus simple de la pomme de terre, Paris, R. Laffont, 1994.
- Le Carnet de route d'un compagnon cuisinier, 1995.
- Le Meilleur et le plus simple de la France, Paris, Robert Laffont, 1996.
- Le Meilleur et le plus simple pour maigrir, Paris, Le Grand livre du mois, 1998
- Le Meilleur et le plus simple de Robuchon, Paris, Librairie générale française, 1999.
- Les Dimanches de Joël Robuchon, Paris, Éd. du Chêne, 1999.
- Cuisinez comme un grand chef, tome 1, 2 et 3, Paris, TF1.
- Bon appétit bien sûr, tome 1, 2, 3 et 4.
- L'Atelier de Joël Robuchon.
- Food and Life, de Joël Robuchon et Dr Nadia Volf, Assouline Publishing.
- Tout Robuchon, Perrin, Paris, 2006 Lauréat du Gourmand World Cookbook Awards
- 155 recettes pour mincir et rester mince enfin !, Issy-les-Moulineaux, Éd. A. Ducasse, 2008
- Le Nouveau coaching minceur et bien-être : Joël Robuchon, Patrick-Pierre Sabatier et Véronique Rousseau.